# Villars, Dordogne
Villars là một xã, nằm ở tỉnh Dordogne vùng Aquitaine của Pháp. Xã này có diện tích 27,67 km², dân số năm 1999 là 27,67 người. Xã nằm ở khu vực có độ cao trung bình 225 m trên mực nước biển.

## Hành chính
| Danh sách các xã trưởng                |                  |                      |      |         |
| Giai đoạn                              | Giai đoạn        | Tên                  | Đảng | Tư cách |
| tháng 3 năm 2001                       | tháng 3 năm 2008 | Michel Courtois      | -    | -       |
| tháng 3 năm 2008                       | đương nhiệm      | Jean-Pierre Grolhier | PS   | hưu trí |
| Tất cả các dữ liệu trước đây không rõ. |                  |                      |      |         |

## Thông tin nhân khẩu
| Năm | 1962 | 1968 | 1975 | 1982 | 1990 | 1999 |
| --- | ---- | ---- | ---- | ---- | ---- | ---- |
| Dân số | 802  | 735  | 647  | 586  | 568  | 526  |
| From the year 1962 on: No double counting—residents of multiple communes (e.g. students and military personnel) are counted only once. |      |      |      |      |      |      |